# Mahesh Mangaonkar
Mahesh Mangaonkar (* 23. März 1994 in Mumbai) ist ein indischer Squashspieler.

## Karriere
Mahesh Mangaonkar begann seine professionelle Karriere im Jahr 2013 und gewann bislang neun Turniere auf der PSA World Tour. Seine höchste Platzierung in der Weltrangliste erreichte er mit Rang 44 im Januar 2015. Mit der indischen Nationalmannschaft nahm er 2011, 2013 und 2017 an Weltmeisterschaften teil. 2014 gewann er mit der Mannschaft die Goldmedaille bei den Asienspielen, 2018 folgte eine Bronzemedaille. 2021 belegte er bei den Asienmeisterschaften mit der Mannschaft den zweiten Platz. 2018 und 2019 wurde er indischer Landesmeister, 2022 gewann er die finnischen Landesmeisterschaften. Da er bis dato seit drei Jahren in Finnland lebte, war er für die Meisterschaft spielberechtigt. Bei den 2023 ausgetragenen Asienspielen 2022 in Hangzhou gewann er mit der Mannschaft die Goldmedaille. Im Einzel schied er im Achtelfinale aus.
Neben seiner aktiven Karriere ist Mangaonkar als Nationaltrainer Norwegens tätig.

## Erfolge
- Vizeasienmeister mit der Mannschaft: 2021
- Gewonnene PSA-Titel: 9
- Asienspiele: 2 × Gold (Mannschaft 2014 und 2022), 1 × Bronze (Mannschaft 2018)
- Indischer Meister: 2018, 2019
- Finnischer Meister: 2022